# Eishockey-Bundesliga (Österreich) 1998/99
Die Österreichische Eishockey-Bundesliga 1998/99 wurde nach der letzten Austragung der Alpenliga mit vier Vereinen ausgetragen. Meister wurde zum vierten Mal in seiner Vereinsgeschichte der EC VSV, der sich im Finale gegen den Lokalrivalen EC KAC durchsetzte.

## Teilnehmer
Wie im Jahr zuvor wurde die österreichische Meisterschaft nur zwischen jenen Vereinen ausgespielt, die zuvor an der Alpenliga teilgenommen hatten. Dazu zählten der EC VSV, der EC KAC, der WEV und die VEU Feldkirch. Nicht mehr dabei war der KSV Eishockeyklub aus Kapfenberg, der in die Nationalliga abgestiegen war. Nach dem Konkurs des letztjährigen Teilnehmers EC Graz hätte mit dem neu gegründeten EHC Graz auch weiterhin ein Grazer Verein an Alpen- und Bundesliga teilnehmen sollen. Dieser ging jedoch bereits im Dezember (noch während der Alpenliga) in Konkurs, womit letztlich nur vier Mannschaften verblieben.

## Modus
Die Saison 1998/99 begann nach der Austragung der Alpenliga am 21. Jänner 1999 und endete mit dem letzten Finalspiel am 1. April. Die vier Vereine spielten im Grunddurchgang jeweils vier Mal gegeneinander. Im Falle eines Unentschieden wurde eine 5-Minuten-Verlängerung (Sudden Victory Overtime) mit je vier Feldspielern gespielt. Endete diese torlos entschied ein Penaltyschießen. Der so ermittelte Gewinner erhielt zwei Punkte, der Verlierer einen.
Anschließend wurde ein Play-off gespielt, wobei alle Begegnungen im best of seven-Modus ausgetragen wurden.
Außerdem wurden basierend auf dem Ergebnis des Grunddurchgangs der Alpenliga Bonuspunkte vergeben. Der EC VSV als bester österreichischer Verein erhielt vier Bonuspunkte, der EC KAC als zweitbester Verein drei, der WEV zwei und die VEU Feldkirch einen Bonuspunkt.

## Grunddurchgang

### Tabelle nach dem Grunddurchgang (12 Runden)
| Platz | Team          | Spiele | Siege | Niederlagen (n. V.) | Tordifferenz | Punkte (Bonus) |
| ----- | ------------- | ------ | ----- | ------------------- | ------------ | -------------- |
| 1     | EC VSV        | 12     | 8     | 4 (1)               | 43:33        | 21 (4)         |
| 2     | EC KAC        | 12     | 7     | 5 (0)               | 43:33        | 17 (3)         |
| 3     | WEV           | 12     | 5     | 7 (2)               | 35:46        | 14 (2)         |
| 4     | VEU Feldkirch | 12     | 4     | 8 (0)               | 41:50        | 9 (1)          |

## Playoffs

### Halbfinale
| Serie                          | Endstand | Spiel 1   | Spiel 2 | Spiel 3 | Spiel 4 | Spiel 5 | Spiel 6 | Spiel 7 |
| ------------------------------ | -------- | --------- | ------- | ------- | ------- | ------- | ------- | ------- |
| EC VSV (1) – VEU Feldkirch (4) | 4:1      | 2:3 n. V. | 4:1     | 5:3     | 5:3     | 5:2     |         |         |
| EC KAC (2) – WEV (3)           | 4:0      | 7:3       | 5:3     | 7:1     | 6:3     |         |         |         |

### Finale
| Serie                   | Endstand | Spiel 1 | Spiel 2 | Spiel 3 | Spiel 4 | Spiel 5 | Spiel 6 | Spiel 7 |
| ----------------------- | -------- | ------- | ------- | ------- | ------- | ------- | ------- | ------- |
| EC VSV (1) – EC KAC (2) | 4:2      | 5:1     | 5:6     | 3:2     | 2:1     | 5:6     | 9:3     |         |

Mit dem 9:3-Sieg im sechsten Spiel der Finalserie sicherte sich der EC VSV den vierten Meistertitel der Vereinsgeschichte.

## Meisterschaftsendstand
| Platz | Team          |
| ----- | ------------- |
| 1.    | EC VSV        |
| 2.    | EC KAC        |
| 3.    | VEU Feldkirch |
| 4.    | WEV           |

## Kader des österreichischen Meisters
| Österreichischer Meister EC VSV | Torhüter: Mike O’Neill, Gerhard Thomasser Verteidiger: Gord Donnelly, Herbert Hohenberger, Engelbert Linder, Brad Schlegel, Tom Searle, Gerhard Unterluggauer Angreifer: Chris Baxter, Gino Cavallini, Roland Kowalczyk, Günther Lanzinger, Wolfgang Kromp, Eric Murano, Marty Murray, Marco Pewal, Martin Pewal, Ray Podloski, Andreas Pušnik, Jean-Yves Roy, Kent Salfi, Roland Schurian Trainer: Ron Kennedy |

## Zuschauerschnitt
| Rang | Mannschaft    | Zuschauerschnitt |
| ---- | ------------- | ---------------- |
| 1    | EC KAC        | 3.224            |
| 2    | EC VSV        | 3.058            |
| 3    | Wiener EV     | 3.020            |
| 4    | VEU Feldkirch | 1.874            |